# Municipio de Maydell
El municipio de Maydell (en inglés: Maydell Township) es un municipio ubicado en el condado de Clark en el estado estadounidense de Dakota del Sur. En el año 2010 tenía una población de 51 habitantes y una densidad poblacional de 0,55 personas por km².

## Geografía
El municipio de Maydell se encuentra ubicado en las coordenadas 45°1′44″N 97°33′55″O / 45.02889, -97.56528. Según la Oficina del Censo de los Estados Unidos, el municipio tiene una superficie total de 92.76 km², de la cual 89,91 km² corresponden a tierra firme y (3,08 %) 2,86 km² es agua.

## Demografía
Según el censo de 2010, había 51 personas residiendo en el municipio de Maydell. La densidad de población era de 0,55 hab./km². De los 51 habitantes, el municipio de Maydell estaba compuesto por el 100 % blancos. Del total de la población el 5,88 % eran hispanos o latinos de cualquier raza.